# Film israeliani proposti per l'Oscar al miglior film straniero
Nel corso degli anni, alcuni film israeliani sono stati candidati al Premio Oscar nella categoria miglior film straniero a partire dal 1965.
La maggior parte dei film proposti sono in lingua ebraica anche se in alcuni casi sono stati proposti film in altre lingue.
In totale i film israeliani hanno ottenuto dieci nomination senza però ricevere nessun premio.
| Anno | Film | Regia                                     | Risultato     |
| ---- | --- | ----------------------------------------- | ------------- |
| 1965 | Sallah (Sallah Shabati, סאלח שבתי)                                                                                   | Ephraim Kishon                            | Candidato     |
| 1966 | Kluv Hazkhukhit (כלוב הזכוכית)                                                                                       | Philippe Arthuys, Jean-Louis Levi-Alvarès | Non candidato |
| 1967 | Sh'nei Quni Lem'l (שני קוני למל)                                                                                     | Israel Becker                             | Non candidato |
| 1969 | Kol Mamzer Melekh (כל ממזר מלך)                                                                                      | Uri Zohar                                 | Non candidato |
| 1970 | Matzor (מצור) | Gilberto Tofano                           | Non candidato |
| 1972 | Basso, moro, scalcagnato e... con i piedi piatti (Ha-shoter azulai, השוטר אזולאי)                                    | Ephraim Kishon                            | Candidato     |
| 1973 | I Love You Rosa (Ani Ohev Otach Rosa, אני אוהב אותך רוזה)                                                            | Moshé Mizrahi                             | Candidato     |
| 1974 | The House on Chelouche Street (Habayit Birkhov Chelouche, הבית ברחוב שלוש)                                           | Moshé Mizrahi                             | Candidato     |
| 1976 | Mikhal Sheli (מיכאל שלי)                                                                                             | Dan Wolman                                | Non candidato |
| 1978 | La notte dei falchi (Mivtza Yonatan, מבצע יונתן)                                                                     | Menahem Golan                             | Candidato     |
| 1979 | Pop Lemon (Esqimo Limon, אסקימו לימון)                                                                               | Boaz Davidson                             | Non candidato |
| 1980 | Regayyim (רגעים) | Michal Bat-Adam                           | Non candidato |
| 1981 | Al Khevel Daq (על חבל דק)                                                                                            | Michal Bat-Adam                           | Non candidato |
| 1982 | Elef Neshiqot Q'tanot (אלף נשיקות קטנות)                                                                             | Mira Recanati                             | Non candidato |
| 1983 | Khamsin (חמסין) | Daniel Wachsmann                          | Non candidato |
| 1984 | Zug Nasui (זוג נשוי)                                                                                                 | Ytzhak Yeshurun                           | Non candidato |
| 1985 | Oltre le sbarre (Me'achorei hasoragim, מאחורי הסורגים)                                                               | Uri Barbash                               | Candidato     |
| 1986 | Ad Sof Halaylah (עד סוף הלילה)                                                                                       | Eitan Green                               | Non candidato |
| 1987 | Avanti Popolo (אוונטי פופולו)                                                                                        | Rafi Bukai                                | Non candidato |
| 1988 | Lo Sam Zayin (לא שם זין)                                                                                             | Shmuel Imberman                           | Non candidato |
| 1989 | Haqayitz Shel Aviyah (הקיץ של אביה)                                                                                  | Eli Cohen                                 | Non candidato |
| 1990 | Ekhad Mishelanu (אחד משלנו)                                                                                          | Uri Barbash                               | Non candidato |
| 1991 | Shuru (שורו) | Savi Gabizon                              | Non candidato |
| 1992 | Me'ever Layam (מעבר לים)                                                                                             | Jacob Goldwasser                          | Non candidato |
| 1993 | Ha'khayyim Al Pi Agfa (החיים על פי אגפא)                                                                             | Assi Dayan                                | Non candidato |
| 1994 | Niqmato Shel Itziq Finkelstein (נקמתו של איציק פינקלשטיין)                                                           | Enrique Rottenberg                        | Non candidato |
| 1995 | Sh'chur (שחור) | Shmuel Hasfari                            | Non candidato |
| 1996 | Kholeh Ahavah Beshikun Gimel (חולה אהבה בשיכון גימל)                                                                 | Savi Gabizon                              | Non candidato |
| 1997 | Clara Haqdoshah (קלרה הקדושה)                                                                                        | Ari Folman, Ori Sivan                     | Non candidato |
| 1998 | Afulah Express (עפולה אקספרס)                                                                                        | Julie Shles                               | Non candidato |
| 1999 | Qirqas Palestinah (קרקס פלשתינה)                                                                                     | Eyal Halfon                               | Non candidato |
| 2000 | Ha Chaverim shel Yana (החברים של יאנה)                                                                               | Arik Kaplun                               | Non candidato |
| 2001 | Hahesder (ההסדר) | Joseph Cedar                              | Non candidato |
| 2002 | Matrimonio tardivo (Khatunah Me'ukheret, חתונה מאוחרת)                                                               | Dover Kosahvili                           | Non candidato |
| 2003 | K'nafayyim Sh'vurot (כנפיים שבורות)                                                                                  | Nir Bergman                               | Non candidato |
| 2004 | Ha'asonot Shel Ninah (האסונות של נינה)                                                                               | Savi Gabizon                              | Non candidato |
| 2005 | Medurat Hashevet (מדורת השבט)                                                                                        | Joseph Cedar                              | Non candidato |
| 2006 | Eyzeh Maqom Nifla (איזה מקום נפלא)                                                                                   | Eyal Halfon                               | Non candidato |
| 2007 | Adamah Meshuga'at (אדמה משוגעת)                                                                                      | Dror Shaul                                | Non candidato |
| 2008 | Beaufort (בופור) | Joseph Cedar                              | Candidato     |
| 2009 | Valzer con Bashir (Vals Im Bashir, ואלס עם באשיר)                                                                    | Ari Folman                                | Candidato     |
| 2010 | Ajami (Agami, عجمي / עג'מי)                                                                                          | Scandar Copti, Yaron Shani                | Candidato     |
| 2011 | Il responsabile delle risorse umane (Sh'likhuto Shel Ha'Memuneh Al Mash'abei Enosh, שליחותו של הממונה על משאבי אנוש) | Eran Riklis                               | Non candidato |
| 2012 | Hearat Shulayim (הערת שוליים)                                                                                        | Joseph Cedar                              | Candidato     |
| 2013 | La sposa promessa (L'male Et Hekhalal, למלא את החלל)                                                                 | Rama Burshtein                            | Non candidato |
| 2014 | Betlehem (בית לחם)                                                                                                   | Yuval Adler                               | Non candidato |
| 2015 | Viviane (Gett, גט - המשפט של ויויאן אמסלם)                                                                           | Ronit Elkabetz, Shlomi Elkabetz           | Non candidato |
| 2016 | Baba Joon (באבא ג'ון)                                                                                                | Yuval Delshad                             | Non candidato |
| 2017 | Sufat chol (סופת חול)                                                                                                | Elite Zexer                               | Non candidato |
| 2018 | Foxtrot - La danza del destino (פוֹקְסטְרוֹט)                                                                            | Samuel Maoz                               | Short-list    |
| 2019 | The Cakemaker (האופה-מברלין)                                                                                         | Ofir Raul Grazier                         | Non candidato |
| 2020 | Yamim Noraim (ימים נוראים)                                                                                           | Yaron Zilberman                           | Non candidato |
| 2021 | Asia (אסיה) | Ruthy Pribar                              | Non candidato |
| 2022 | Vayehi Boker (ויהי בוקר)                                                                                             | Eran Kolirin                              | Non candidato |
| 2023 | Cinema Sabaya (סינמה סבאיא)                                                                                          | Orit Fouks Rotem                          | Non candidato |
| 2024 | Sheva Brachot (שבע ברכות)                                                                                            | Ayelet Menahemi                           | Non candidato |

| Non candidato | Il film è stato proposto da Israele, ma non è stato candidato dall'Academy of Motion Picture Arts and Sciences.  |
| Short-list    | Il film è entrato nella "short-list" stilata a gennaio dei nove candidati per l'Oscar al miglior film straniero. |
| Candidato     | Il film è entrato a far parte dei cinque candidati per l'Oscar al miglior film straniero.                        |
| Vincitore     | Il film ha vinto l'Oscar al miglior film straniero.                                                              |